# Huodendron tibeticum
Huodendron tibeticum är en storaxväxtart som först beskrevs av John Anthony, och fick sitt nu gällande namn av Alfred Rehder. Huodendron tibeticum ingår i släktet Huodendron och familjen storaxväxter. Inga underarter finns listade i Catalogue of Life.